# 메이어 오브 킹스타운
《메이어 오브 킹스타운》(영어: Mayor of Kingstown)은 파라마운트+에서 2021년 11월부터 방영되고 있는 미국의 범죄 스릴러 텔레비전 시리즈이다.
2024년 12월 18일 시즌 4가 제작된다는 소식이 알려졌다.

## 개요
가상 도시인 미시간주 킹스타운은 기업 도시이지만 이곳에서 유일하게 부흥하고 있는 사업은 영리 목적의 민영 교도소이다. 실세인 매클러스키 가문은 지난 몇십 년 동안 갱단, 재소자, 간수, 경찰, 정치인 사이에서 중재자 역할을 하며 부패한 킹스타운의 균형을 지켜왔다.
진짜 시장(mayor)은 따로 있으나 킹스타운의 실질적 관리자라는 의미에서 공공연히 "메이어"로 불리던 매클러스키 가문의 장남 미치가 어느 날 갑자기 살해된다. 늘 킹스타운을 떠나고 싶어했으면서도 미치의 오른팔로 지내던 차남 마이크는 그 뒤를 이어 킹스타운의 새로운 메이어로 등극한다.

## 출연진
메인
- 제러미 레너 - 마이클 "마이크" 매클러스키 역
- 다이앤 위스트 - 미리엄 매클러스키 역 (시즌 1-2)
- 휴 딜런 - 이언 퍼거슨 역
- 토비 뱀테파 - 데버린 "버니" 워싱턴 역
- 테일러 핸들리 - 카일 매클러스키 역
- 에마 레어드 - 아이리스 역
- 데릭 웹스터 - 스티비 역
- 해미시 앨런헤들리 - 로버트 소여 역
- 퍼레즈 래스 - 피도그 역 (시즌 1)
- 에이든 길런 - 마일로 선터 역 (시즌 1-3)
- 카일 챈들러 - 미첼 "미치" 매클러스키 역 (시즌 1)
- 니시 먼시 - 트레이시 매클러스키 역 (시즌 2-현재, 시즌 1에도 출연)
- 마이클 비치 - 커림 무어 반장 역(시즌 3, 시즌 1-2에도 출연)

리커링
- 니콜 걸리샤 - 리베카 역
- 제임스 조던 - 에드 시먼스 역 (시즌 1)
- 제이슨 E. 켈리 - 팀 위버 역 (시즌 1)
- 만델라 밴피블스 - 샘 역 (시즌 1)
- 호제이 파블로 칸티요 - 칼로스 히메네스 역 (시즌 1)
- 앤드루 하워드 - 듀크 역 (시즌 1)
- 니카 재디갠 - 에벌린 폴리 역
- 롭 스튜어트 - 리처드 허드 반장 역 (시즌 1, 시즌 2에도 출연)
- 너타샤 마크 - 체리 맥스웰 역 (시즌 1, 3)
- 롭 커클런드 - 월터 반장 역
- 스테이시 그린웰 - 애비 스틸 역
- 레인 개리슨 - 카니 역 (시즌 2-현재)
- 디 스모크 - 라파이엘 존슨 역 (시즌 2-현재)
- 케니 존슨 - 찰리 피킹스 역 (시즌 2-3)
- 맷 제럴드 - 데이비드슨 역 (시즌 2)
- 요릭 판바헤닝언 - 콘스턴틴 노스코프 역 (시즌 3)
- 마크 이바니어 - 로먼 역 (시즌 3)
- 리처드 브레이크 - 멀 캘러핸 역 (시즌 3)
- 제시카 스틴 - 세라 역 (시즌 3)
- 폴라 맬컴슨 - 애나 플레처 역 (시즌 3)
- 매슈 델네그로 - 윌 브린 역 (시즌 3)

## 시즌
| 시즌 | 회수 | 방송 날짜        | 방송 날짜       |
| 시즌 | 회수 | 시즌 시작        | 시즌 종료       |
| ---- | ---- | ---------------- | --------------- |
| 1    | 10   | 2021년 11월 14일 | 2022년 1월 9일  |
| 2    | 10   | 2023년 1월 15일  | 2023년 3월 19일 |
| 3    | 10   | 2024년 6월 2일   | 2024년 8월 4일  |